# 60 Cancri
Désignations
60 Cancri est une étoile de la constellation du Cancer. C'est une géante orange de type spectral K5III. Sa magnitude apparente est de +5,44. Elle est distante d'approximativement ∼ 845 a.l. (∼ 259 pc) de la Terre et elle s'éloigne du système solaire avec une vitesse radiale de +25 km/s.